# Jamaica – Van Wyck
Jamaica – Van Wyck – stacja metra nowojorskiego, na linii E. Znajduje się w dzielnicy Queens, w Nowym Jorku i zlokalizowana jest pomiędzy stacjami Sutphin Boulevard – Archer Avenue – JFK Airport i Briarwood – Van Wyck Boulevard. Została otwarta 11 grudnia 1988.